# Alters- und Hinterlassenenversicherung (Liechtenstein)
Die Alters- und Hinterlassenenversicherung (AHV) ist die obligatorische Rentenversicherung im Fürstentum Liechtenstein. Sie bildet zusammen mit der Invalidenversicherung, sowie der Familienausgleichskasse die erste Säule des liechtensteinischen Dreisäulensystems und dient der angemessenen Sicherung des Existenzbedarfs. Die AHV hat den Charakter eines Solidaritätswerks.

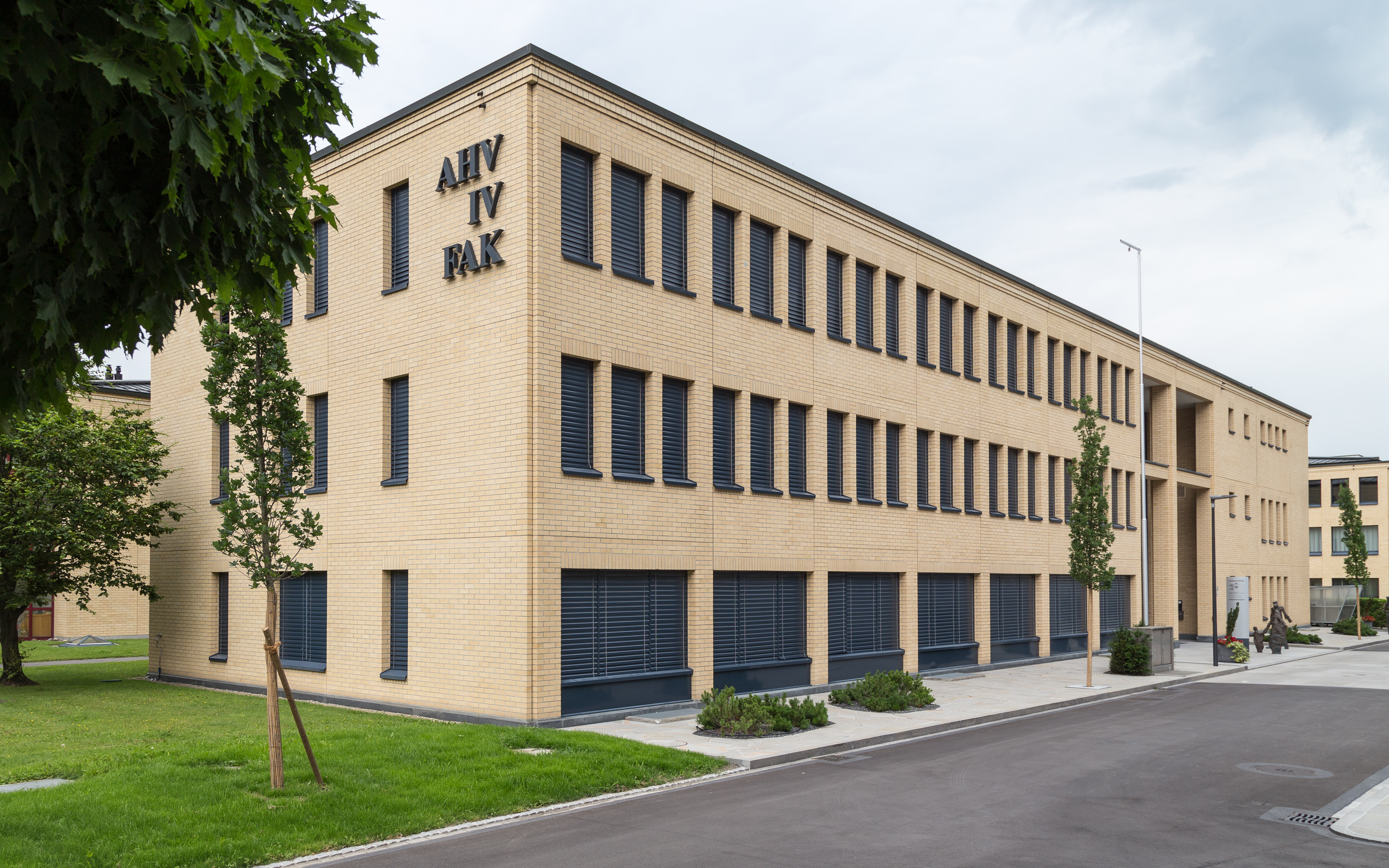
AHV IV FAK-Gebäude in Vaduz

Das ordentliche Rentenalter für Männer und Frauen liegt beim 64. Altersjahr.
Bis dahin galt nachstehende Übergangsregelung:
- Für Frauen des Jahrganges 1941 bis 1945 galt Rentenalter 63.
- Für Frauen des Jahrganges 1940 und älter galt Rentenalter 62.
- Für Männer des Jahrganges 1935 und älter galt Rentenalter 65.

Ab dem 60. Lebensjahr können, mit entsprechenden Kürzungen, Renten bezogen werden.